# 天寧寺 (仙北市)
天寧寺（てんねいじ）は、秋田県仙北市角館町上新町に所在する曹洞宗の寺院。山号は萬松山、本尊は釈迦如来（釈迦牟尼仏）。

## 歴史

### 会津天寧寺
現在福島県会津若松市に所在する天寧寺（近藤勇の墓でも知られる）は、文安4年（1447年）に蘆名盛信が大瞞行果禅師 南英謙宗のために陸奥国会津黒川東山に開いたといわれる。勧請開山は傑堂能勝であった。かつては会津曹洞宗の僧録司を兼ね、末寺33か寺、僧堂12を数えたとされる。蘆名家中興の英主とされ、会津に大勢力を築いた蘆名盛氏が銭100貫文を寄進した記録があり、最盛期には雲水1,000名を擁する蘆名氏の菩提寺であった。
天正14年（1586年）、蘆名亀王丸の死によって蘆名氏は血統が途絶え、伊達氏と佐竹氏の争いとなったが、結局は佐竹義重の次男義広（1575年-1631年）が跡を継いだ。義広は、当初陸奥国白河の白河結城氏を継いで結城義広あるいは白河義広と称していたが、天正15年（1587年）に蘆名盛隆の娘と結婚して正式に蘆名家を継ぎ蘆名義広を名乗った。義広は、天正17年（1589年）の摺上原の戦いの敗北により米沢の伊達政宗によって会津黒川を追われ、会津天寧寺もこの戦いで一時焼亡している。当時の遺構として残っているのは本堂の礎石のみである。
なお、京都の天寧寺は当時の住職祥山曇吉がこの戦いで会津を追われて京都に避難した際に、本尊を安置するために仮に建てた仏堂が会津での再興後も門人に継承されたものである（今日では金森宗和・滋野井公麗らの墓所のあることで知られている）。従って会津・角館・京都の3か所に同名の「萬松山天寧寺」が存在することになる。

### 国替えと角館天寧寺の開基
会津を追われた蘆名義広は実兄佐竹義宣を頼って常陸国に逃れ、そののち、豊臣秀吉から常陸江戸崎4万5,000石を与えられ、名を蘆名盛重と改めた。なお会津は伊達政宗には与えられず、秀吉は配下の蒲生氏郷を封じた。氏郷の死後は上杉景勝を越後国より加増のうえ転封した。
関ヶ原の戦いでは佐竹氏が西軍に加担したため慶長7年（1602年）徳川家康の命により国替えとなり、父義重、兄義宣とともに出羽国秋田領入りして1万6,000石を与えられた。
盛重は名を蘆名義勝と改め、元和年間に出羽国仙北郡角館を居住地に定めた。角館に随従した蘆名家家臣は総勢200名程度であり、河原田家、岩橋家、青柳家、稲葉家などが知られている。なお、青柳家、岩橋家、河原田家は佐竹北家入部後、北家に召し抱えられ、その屋敷は武家町の「仙北市角館伝統的建造物群保存地区」（国選定の重要伝統的建造物群保存地区）の一画に現存している。
元和6年（1620年）、義勝は今日「古城山」と呼ばれる残丘に城館を築き、城下町を北の神代本町から南の勝楽に移し、現代の角館城下町の基礎となる町割りをおこなった。このとき、旧地会津若松の萬松山天寧寺を本寺として、その山号と寺号をそのまま譲り受けることとなり、寛永のはじめ（1624年頃）、蘆名義勝を開基とし、義勝の帰依厚い横手の正平寺七世鉄心快牛を中興開山に招いて、城下東方の「花場山」の麓に創建した。寺領は90余石。秋田市松原の補陀寺および湯沢市山田の最禅寺とならび秋田在三か寺の一と称された名刹であった。

### 鉄心快牛
中興開山である鉄心快牛は、寛永8年（1631年）に死去した蘆名義勝の葬礼の導師を務めたあと、本寺である会津天寧寺、さらには関東在三か寺（関三刹）の一である下野国下都賀郡の大中寺へと昇任したが、晩年は不遇となって故郷へ戻り、秋田領平鹿郡赤坂村（現横手市）の安養院で91歳の生涯を閉じている。鉄心は新天流槍術の奥旨を編集したことでも知られ、この流派は横手の武芸家上遠野家に伝えられた。

### 末寺8か寺
天寧寺は秋田藩仙北郡北部に末寺8か寺を開創した。
1. 宝聚山満福寺（仙北市角館町川原）…天寧寺十二世（角館三世）龍山呑海
2. 八華山安楽寺（仙北市西木町小山田）…天寧寺十三世（角館四世）松南鑑古
3. 松尾山玉林寺（仙北市西木町西明寺）…同上
4. 耕田山福寿院（仙北市田沢湖角館東前郷）…同上
5. 松応山龍泉寺（仙北市角館町竹原町）…天寧寺十四世（角館五世）福巌呑樹
6. 巌雄山東林寺（仙北市西木町桧木内）…同上
7. 生保山東源寺（仙北市田沢湖生保内）…同上
8. 黄鴬山種蔵院（大仙市鴬野）…同上

### 蘆名家断絶
蘆名義勝は寛永8年6月（1631年7月）に亡くなるが、このとき義勝には嗣子がなく、側室安昌院がその4か月後に男子（のちの蘆名盛俊）を産んだため、かろうじて断絶は避けられた。しかし、この盛俊も慶安4年（1651年）にわずか20歳で亡くなってしまう。このとき、蘆名家再興の望みが断たれたとして、家臣岩橋又右衛門、宮崎主殿介および盛俊の草履取りが殉死している。盛俊死後、1歳の嫡男千鶴丸が家督を継ぐが、千鶴丸も承応2年（1653年）天寧寺に参詣にした折、縁側から敷石（沓脱石）に転落死してしまった。千鶴丸はこのときわずか3歳で後継者もなく、名門蘆名氏はここに完全に断絶した。
蘆名家に代わって角館に入部したのは佐竹北家であった。明暦2年（1656年）、仙北郡長野村紫島に配されていた北家の佐竹義隣が3,600石で角館に封じられた。佐竹北家の菩提所は仙北市角館町西勝楽町に所在する久米山常光院（曹洞宗）である。開基を失った天寧寺はこののち地域住民によって維持されていった。

## 境内
- 1885年（明治18年）に焼失した本堂は長年仮本堂であったが、1969年（昭和44年）に再建された。本堂には蘆名家念持仏の火伏せ観音像が収蔵されている。
- 山門は17世紀半ばの寛文年間に角館城の門を移築したものという口承がのこっていたが、梁上の矢板には「寛政三（1791年） 辛亥歳 棟梁藤川与右ヱ門」の記銘があり、いずれにしても町内で最も古い門として仙北市指定史跡となっている。
- 花場山の裾にあたる傾斜地に蘆名家の墓地（仙北市指定史跡）があり、角館初代蘆名義勝、義勝嫡男蘆名盛泰（久保田藩主佐竹義宣の養子となったが夭折）、角館2代蘆名盛俊、3代千鶴丸、義勝の正室・側室、盛俊の正室の墓があり、さらに、一段低い右端に殉死した岩橋又右衛門、左端に宮崎主殿介の墓があり、計10基の墓碑が並んでいる。また、墓所入口付近には殉死した盛俊の草履取り（姓名不詳）の墓がある。
- 千鶴丸供養のために鋳造された青銅製の大仏（阿弥陀如来、佐藤佐治兵衛作、仙北市指定有形文化財）が参道奥の左側にある。大仏は、蘆名家断絶の原因をつくった沓脱石を土台石にしている[1]。
- 四季の気象、日本の地誌歴史、風俗、行事、料理など日常生活の常識などが記され、暗誦しやすいよう配慮された寺子屋用の教科書『烏帽子於也（えぼしおや）』の著者須藤半五郎（内町の松本家出身、角館の私塾致道館および郷学弘道書院の教授でのちに本藩（久保田藩）藩校明徳館詰役に抜擢された）の墓がある。
- 2003年（平成15年）には、山門入ってすぐの富木家墓地に日本合気道協会創設者富木謙治（1900年-1979年、角館町出身）の顕彰碑が建てられた。
- 画家田口秋魚の筆塚、教育者畑駒嶽の顕彰碑がある。
- 春にはシダレザクラ、ソメイヨシノ合わせて10本以上のサクラの樹が境内を彩る。

## アクセス
- 田沢湖線（秋田新幹線）角館駅より0.8 km（徒歩12分）
- 羽後交通角館バスターミナル（高速バス乗り場）より0.4 km（徒歩6分）

## 周辺
- 裏山にあたる花場山の中腹には画家平福百穂の筆塚があり、そこから城下を見おろすことができる。
- 角館武家屋敷町並（小田野家）まで0.5 km（徒歩7-8分）